# Hospital Pedro de Elizalde
El Hospital General de Niños «Pedro de Elizalde» es un hospital público ubicado en Barracas, en la Ciudad de Buenos Aires, capital de Argentina.
El plantel profesional está formado por 325 médicos de planta, 64 en el nivel de conducción, 141 médicos residentes y 12 concurrentes y becarios. Además hay 129 profesionales no médicos (bioquímicos, kinesiólogos, terapistas físicos, psicólogos etc). Completan el equipo de salud 315 personas, entre enfermeras, personal de mantenimiento y administrativo.
En la actualidad, en sus 144 consultorios externos se atienden unos 550.000 niños por año, de los cuales quedan internados unos 10 000 aproximadamente. Posee 244 camas de cuidados generales, 24 camas de terapia intensiva pediátrica, 16 camas de terapia intensiva neonatal  y 24 camas de hospital de día. Cuenta, además con, 6 quirófanos de cirugía general y 1 quirófano para cirugía cardiovascular y hemodinámia. El servicio de diagnóstico es provisto por 8 salas de imágenes y tomografía computada y 12 laboratorios centralizados.

## Historia

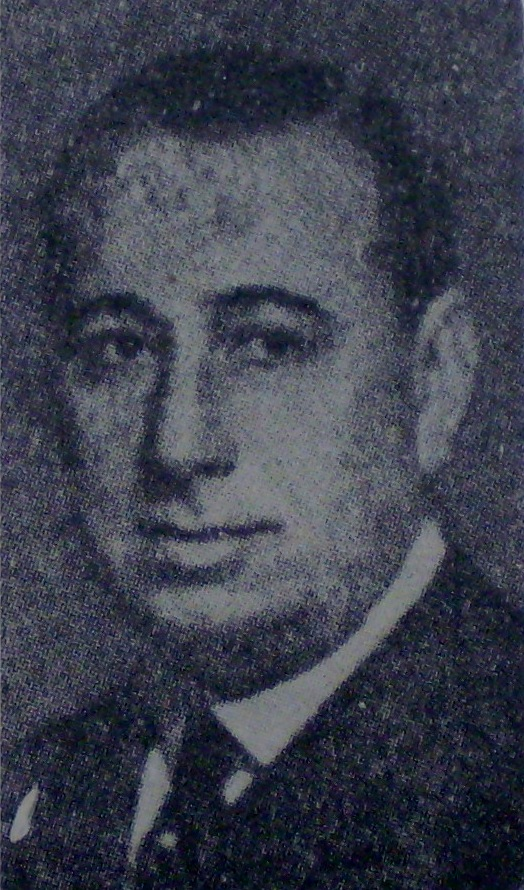
Dr. Pedro de Elizalde.

El Hospital General de Niños "Pedro de Elizalde" es el hospital pediátrico más antiguo de América.
Comenzó a funcionar el 7 de agosto de 1779 cuando el virrey Juan José de Vértiz y Salcedo, como parte del Protomedicato del Virreinato del Río de la Plata también instituido por él (cuyas funciones comprendían la formación de profesionales, el control de epidemias y la atención de los hospitales), fundó el "Hospital y Casa de Niños Expósitos", en Buenos Aires, en las actuales calles Perú y Alsina, en un edificio que había pertenecido a los desterrados jesuitas y que estaba funcionando como arsenal de guerra.
Su nombre original fue debido a que albergaba a los niños abandonados, "expuestos", en las calles o en las puertas de las iglesias.
Funcionó durante toda la época de la formación de la Nación y, en 1873, se trasladó a un nuevo edificio circular en la Loma de Santa Lucía, la actual Avenida Montes de Oca, en Barracas, una zona en esa época suburbana que conducía a las quintas y casonas de las familias adineradas de Buenos Aires. 
La Casa Cuna fue dirigida entre 1935 y 1946 por el Dr. Pedro de Elizalde. Ese director del hospital creó la Revista Infancia, la Cátedra de Pediatría e introdujo el método de identificación de los niños recién nacidos, que es el que permanece en uso hasta el presente. Durante la gestión de Ramón Carrillo como ministro nacional se incorporó la mayoría del mobiliario actual y se anexaron nuevos pabellones, pasando en capacidad de 50 camas a más de 200. Así mismo la primera dama Eva Perón donó en 1953 el mobiliario para inaugurar la unidad de cuidados intensivos.
En 1961 se le impuso el actual nombre de Hospital "Pedro de Elizalde", aunque es conocido también por su tradicional denominación de "Casa Cuna".
Después de un largo período de decadencia edilicia, que se acentuó después que en 1987 fuera inaugurado el Hospital Garrahan, y llegando en 1994 a punto de ser desactivado, el hospital estuvo entre 2002 y 2005 en plan de obras de refacción y ampliación a cargo del estudio de arquitectura Bischof-Egozcué-Vidal-Pastorino-Pózzolo, especializado en el área de Salud. La primera etapa se inauguró el 31 de octubre de 2005, hasta que finalmente el 30 de mayo de 2007 durante la gestión de Jorge Telerman fue reinaugurado completamente, se restauraron la fachada y adentro se hizo todo a nuevo, se incorporó un tomógrafo y el doble de camas que antes. Se invirtieron unos 35 millones de dólares en una obra que fue licitada por primera vez en la gestión de Jorge Domínguez, que comenzó en setiembre de 2003 con Aníbal Ibarra y que fue inaugurada por Jorge Telerman Durante la intendencia de Ibarra se llevó a cabo construcción de 15.000 m², la refacción de otros 8.000 y el reequipamiento integral que  había arrancado en abril de 2004. En 2018 se denunció que ese año el hospital pospuso decenas de cirugías urgentes por falta de material médico, que el tomógrafo no funcionaba por falta de repuestos, etc.

## Profesionales famosos
Grandes profesionales de la medicina han pasado por este nosocomio. Entre ellas cabe citar al profesor doctor Marcos Llambías, cirujano infantil; al doctor Pedro Garaguzo, parasitólogo, innovador en técnicas de observación para esta problemática habitual en los niños; al doctor Néstor Pagniez, creador de los micro métodos y de la tipificación dosimétrica de la sífilis; al doctor Amelio Gabrielli, quien trajo los primeros pulmotores en épocas de la poliomielitis, modernizó las áreas de farmacia interna, central de esterilizaciones y aportó aparatología moderna para el laboratorio central, radiología, cirugía, laboratorio de alimentación; a los doctores Badaracco y Ribo, pioneros de la otorrinolaringología pediátrica y al  profesor doctor Mieres, innovador en el área de docencia e investigación en anatomía patológica, histopatología, medicina forense infantil.

## Infraestructura
Actualmente el hospital cuenta con 
- 181 camas de atención indiferenciada,
- 73 camas destinadas a cuidados críticos,
- 24 camas de hospital de día,
- 10 camas de internación psiquiátrica,
- 9 quirófanos.

Sus diferentes áreas reciben alrededor de 500.000 consultas externas por año.